# Чічаклуй-є-Баш-Калах
Чічаклуй-є-Баш-Калах (перс. چيچكلوي باش قلعه‎) — село в Ірані, входить до складу дехестану Баш-Калах у Центральному бахші шахрестану Урмія провінції Західний Азербайджан.